# Marisa Bustinduy
María Luisa Bustinduy Barrero, más conocida como Marisa Bustinduy (Melilla, 22 de septiembre de 1953), es una política española. Fue diputada del Parlamento de Andalucía, en donde ocupo el escaño nº 7 desde las elecciones autonómicas andaluzas de 2008, en representación del Partido Socialista Obrero Español de Andalucía por la circunscripción electoral de Málaga.En 2019, cesó sus funciones.
Pedagoga de formación, ocupó el cargo de Vicepresidenta Primera en la Diputación de Málaga para el periodo 2007-2011. En 1999 fue elegida concejala en el Ayuntamiento de Málaga y en 2000, Secretaria General del partido en la provincia. En las elecciones municipales de 2003 y 2007 encabezó la lista del PSOE a la alcaldía de Málaga.
Fue senadora por designación autonómica en la XII Legislatura, XIII y XIV Legislaturas.
Actualmente es la presidenta de la Ejecutiva Provincial del PSOE de Málaga, tras la celebración del último Congreso.